# Arquímedes Rivero
Pour les articles homonymes, voir Rivero.
Arquímedes Rivero est un réalisateur et producteur cubain né le 30 avril 1930 à Pinar del Río (Cuba).

## Filmographie

### Comme réalisateur
- 1989 : Maribel (série télévisée)
- 1990 : Adorable Monica (série télévisée)
- 1990 : Pasionaria (série télévisée)
- 1991 : Mundo de fieras (série télévisée)
- 1991 : Bellísima (série télévisée)
- 1991 : La Mujer prohibida (série télévisée)
- 1992 : Macarena (série télévisée)
- 1993 : Por amarte tanto (série télévisée)
- 1993 : Rosangelica (série télévisée)
- 1994 : Peligrosa (série télévisée)
- 1994 : María Celeste (série télévisée)
- 1995 : Morena Clara (série télévisée)
- 1995 : Dulce enemiga (série télévisée)
- 1996 : Como tú, ninguna (série télévisée)
- 1996 : Pecado de amor (série télévisée)
- 1999 : Cuando hay pasión (série télévisée)
- 1999 : Toda mujer (série télévisée)
- 2000 : Hechizo de amor (série télévisée)
- 2001 : Guerra de mujeres (série télévisée)
- 2001 : Más que amor, frenesí (série télévisée)
- 2002 : Las González (série télévisée)
- 2003 : Cosita rica (série télévisée)
- 2004 : Sabor a ti (série télévisée)
- 2005 : El Amor las vuelve locas (série télévisée)
- 2005 : Soñar no cuesta nada (série télévisée)
- 2005 : Se solicita príncipe azul (série télévisée)

### Comme producteur
- 1971 : La Usurpadora (série télévisée)
- 1976 : Carolina (série télévisée)
- 1989 : La Revancha (série télévisée)
- 1998 : El País de las mujeres (série télévisée)
- 2003 : Cosita rica (série télévisée)
- 2004 : Ángel rebelde (série télévisée)

### Comme acteur
- 1988 : Señora (série télévisée) : Juez Pantoja